# Liste de films français sortis en 1947
Listes de films français
- 1943
- 1944
- 1945
- 1946
- 1947
- 1948
- 1949
- 1950
- 1951

Liste non exhaustive de films français sortis en 1947 :
| Titre                                    | Réalisateur                | Distribution                                          | Genre                          | Notes                   |
| ---------------------------------------- | -------------------------- | ----------------------------------------------------- | ------------------------------ | ----------------------- |
| Les Amants du pont Saint-Jean            | Henri Decoin               | Gaby Morlay, Michel Simon                             | Drame                          |                         |
| L'Amour autour de la maison              | Pierre de Hérain           | Maria Casarès, Pierre Brasseur, Claude Larue          | Drame                          |                         |
| Anatole à la tour de Nesle               | Albert Dubout              | -                                                     | Dessin animé                   | 11 min                  |
| Anatole fait du camping                  | Albert Dubout              | -                                                     | Dessin animé                   | 13 min                  |
| Antoine et Antoinette                    | Jacques Becker             | Roger Pigaut, Claire Mafféi, Noël Roquevert           | Comédie dramatique             |                         |
| L'Arche de Noé                           | Henry Jacques              | Pierre Brasseur, Claude Larue, Jacqueline Pierreux    | Comédie                        |                         |
| Les Atouts de Monsieur Wens              | É-G De Meyst               | Louis Salou, Marie Déa Claudine Dupuis                | Policier                       |                         |
| Aux portes du monde saharien             | Robert Vernay              | -                                                     | Court métrage documentaire     | 28 min                  |
| Les Aventures de Casanova                | Jean Boyer                 | Georges Guétary, Aimé Clariond, Jacqueline Gauthier   | Aventures sentimentales        |                         |
| Le Bataillon du ciel                     | Alexandre Esway            | Pierre Blanchar, René Lefèvre, Janine Crispin         | Film historique Film de guerre |                         |
| Le Bateau à soupe                        | Maurice Gleize             | Charles Vanel, Alfred Adam, Jacques Dufilho           | Drame                          |                         |
| Le Beau Voyage                           | Louis Cuny                 | Renée Saint-Cyr, Daniel Ivernel, Pierre Richard-Willm | Drame                          |                         |
| Bethsabée                                | Léonide Moguy              | Danielle Darrieux, Paul Meurisse                      | Drame                          |                         |
| Brigade criminelle                       | Gilbert Gil                | Jean Davy, Gilbert Gil Maurice Teynac                 | Film policier                  |                         |
| La Cabane aux souvenirs                  | Jean Stelli                | Charles Vanel, Ariane Borg, Arlette Merry             | Drame                          |                         |
| Le Café du Cadran                        | Jean Géhret                | Bernard Blier, Blanchette Brunoy, Aimé Clariond       | Drame                          |                         |
| Capitaine Blomet                         | Andrée Feix                | Fernand Gravey, Gaby Sylvia, Jean Meyer               | Comédie                        |                         |
| Carré de valets                          | André Berthomieu           | Martine Carol, Jean Desailly, Denise Grey             | Comédie                        |                         |
| Le Chanteur inconnu                      | André Cayatte              | Tino Rossi, Maria Mauban, Raymond Bussières           | Film musical                   |                         |
| Le Charcutier de Machonville             | Vicky Ivernel              | Bach, Odette Barencey Milly Mathis                    |                                |                         |
| Le Château de la dernière chance         | Jean-Paul Paulin           | Robert Dhéry, Nathalie Nattier Jean Marchat           | Comédie                        |                         |
| Chemins sans loi                         | Guillaume Radot            | Jean Murat, Ginette Leclerc, Albert Dagnant           | Drame                          |                         |
| Les Chouans                              | Henri Calef                | Jean Marais, Madeleine Robinson, Madeleine Lebeau     | Film historique                |                         |
| La Cité engloutie                        | Adolphe Sylvain            | -                                                     | Court métrage documentaire     | 18 min                  |
| Coïncidences                             | Serge Debecque             | Serge Reggiani, Andrée Clément, Denise Grey           | Drame                          |                         |
| La Colère des dieux                      | Karel Lamač                | Viviane Romance, Louis Salou, Clément Duhour          | Drame                          |                         |
| Contre-enquête                           | Jean Faurez                | Lucien Coëdel, Louis Salou, Jany Holt                 | Drame                          |                         |
| Copie conforme                           | Jean Dréville              | Louis Jouvet, Suzy Delair, Annette Poivre             | Comédie                        |                         |
| La Dame de Haut-le-Bois                  | Jacques Daroy              | Françoise Rosay, Raymond Loyer, Madeleine Rousset     |                                |                         |
| Danger de mort                           | Gilles Grangier            | Fernand Ledoux, René Blancard, Piéral                 | Comédie dramatique             |                         |
| Dernier Refuge                           | Marc Maurette              | Raymond Rouleau, Gisèle Pascal, Mila Parély           | Comédie dramatique policière   |                         |
| La Dernière Chevauchée                   | Léon Mathot                | Mireille Balin, Jacques Dumesnil, Paulette Dubost     | Comédie                        |                         |
| Le destin s'amuse                        | Emil-Edwin Reinert         | Dany Robin, André Claveau, Robert Murzeau             |                                |                         |
| Le Diable au corps                       | Claude Autant-Lara         | Gérard Philipe, Micheline Presle, Denise Grey         | Drame                          |                         |
| Le diable souffle                        | Edmond T. Gréville         | Charles Vanel, Héléna Bossis, Jean Chevrier           | drame                          |                         |
| L'École des facteurs                     | Jacques Tati               | Jacques Tati, Paul Demange                            | Court métrage comique          | 15 min                  |
| En êtes-vous bien sûr ?                  | Jacques Houssin            | Martine Carol, Grégoire Aslan                         | Comédie                        |                         |
| Escale au soleil                         | Henri Verneuil             | Fernandel, Henri Arius, Marie-José                    | Court métrage documentaire     | 26 min                  |
| L'Éventail                               | Emil-Edwin Reinert         | Dany Robin, Claude Dauphin                            | comédie                        |                         |
| Fantômas                                 | Jean Sacha                 | Marcel Herrand, Simone Signoret, Alexandre Rignault   | Comédie                        |                         |
| Farrebique                               | Georges Rouquier           | -                                                     | Documentaire                   |                         |
| Fausse Identité                          | André Chotin               | Raymond Bussières, Louise Carletti Georges Rollin     | Policier                       |                         |
| La Femme en rouge                        | Louis Cuny                 | Jean Debucourt, Andrex Pierre Larquey                 | Policier                       |                         |
| La Fleur de l'âge                        | Marcel Carné               | Serge Reggiani, Anouk Aimée, Arletty                  | -                              | Film inachevé           |
| Le Fugitif                               | Robert Bibal               | Madeleine Robinson, René Dary, Alfred Adam            | Drame psychologique            |                         |
| Les gosses mènent l'enquête              | Maurice Labro              | François Patrice, Constant Rémy, Lise Topart          | Policier                       |                         |
| La Grande Maguet                         | Roger Richebé              | Madeleine Robinson, Jean Davy, Silvia Monfort         | Drame                          |                         |
| Histoire de chanter                      | Gilles Grangier            | Luis Mariano, Arlette Merry, Julien Carette           | Film musical                   |                         |
| L'Homme de la nuit                       | René Jayet                 | Albert Préjean, Junie Astor                           | drame                          |                         |
| L'Homme traqué                           | Robert Bibal               | Jean Tissier, Louise Carletti Fréhel                  | drame                          |                         |
| Hyménée                                  | Émile Couzinet             | Gaby Morlay, Maurice Escande, Pierre Magnier          | Comédie dramatique             |                         |
| Inspecteur Sergil                        | Jacques Daroy              | Paul Meurisse, Liliane Bert, André Burgère            | Policier                       |                         |
| Les jeux sont faits                      | Jean Delannoy              | Micheline Presle, Marcel Pagliero, Mouloudji          | Drame                          |                         |
| Journée naturelle                        | Alain Resnais              | Max Ernst                                             | documentaire                   | 10 min                  |
| La Kermesse rouge                        | Paul Mesnier               | Albert Préjean, Jean Tissier, Andrée Servilanges      | Drame                          |                         |
| Le Lait Nestlé                           | Alain Resnais              | -                                                     | documentaire                   |                         |
| La Maison sous la mer                    | Henri Calef                | Clément Duhour, Guy Decomble, Viviane Romance         | Drame                          |                         |
| Mandrin - Le libérateur                  | René Jayet                 | José Noguero, Mona Goya Armand Bernard                | Drame                          | partie 1                |
| Le Mariage de Ramuntcho                  | Max de Vaucorbeil          | André Dassary, Gaby Sylvia, Franck Villard            | Comédie romantique             | 1er film fr. en couleur |
| Les Maris de Léontine                    | René Le Hénaff             | Jacqueline Gauthier, Pierre Jourdan                   | Comédie                        |                         |
| Les Maudits                              | René Clément               | Henri Vidal, Marcel Dalio, Florence Marly             | Drame                          |                         |
| Miroir                                   | Raymond Lamy               | Jean Gabin, Daniel Gélin, Martine Carol               | Policier                       |                         |
| Monsieur Chasse                          | Willy Rozier               | Frédéric Duvallès, Noëlle Norman Paul Meurisse        | comédie                        |                         |
| Monsieur de Falindor                     | René Le Hénaff             | Pierre Jourdan, Gil Roland, Jacqueline Dor            | Comédie                        |                         |
| Monsieur Vincent                         | Maurice Cloche             | Pierre Fresnay, Aimé Clariond, Jean Debucourt         | Drame                          |                         |
| Le Mystérieux Monsieur Sylvain           | Jean Stelli                | Franck Villard, Simone Renant, Jean Chevrier          | Fiction                        |                         |
| Non coupable                             | Henri Decoin               | Jean Debucourt, Michel Simon, Jany Holt               | Comédie dramatique             |                         |
| La Nuit de Sybille                       | Jean-Paul Paulin           | Paulette Élambert, Lucien Baroux Daniel Gélin         | comédie                        |                         |
| Nuit sans fin                            | Jacques Séverac            | Ginette Leclerc, Édouard Delmont, Alexandre Rignault  |                                |                         |
| Palot                                    | Armand Chartier            | -                                                     | Documentaire                   | 16 min                  |
| Panique                                  | Julien Duvivier            | Viviane Romance, Michel Simon, Paul Bernard           | Policier                       |                         |
| Pas un mot à la reine mère               | Maurice Cloche             | Suzanne Dehelly, Pierre Bertin, Daniel Clérice        | Comédie                        |                         |
| Le Petit Soldat                          | Paul Grimault              | -                                                     | Court métrage d'amination      | 11 min                  |
| Ploum ploum tra la la                    | Robert Hennion             | Georges Milton, Saturnin Fabre, Paulette Dubost       | Comédie                        |                         |
| Plume la poule                           | Walter Kapps               | Geneviève Guitry, Georges Grey, Pierre Stephen        | Comédie                        |                         |
| Portrait d'Henri Goetz                   | Alain Resnais              | -                                                     | Documentaire                   |                         |
| Pour une nuit d'amour                    | Edmond T. Gréville         | Odette Joyeux, Roger Blin, André Alerme               | Fiction                        |                         |
| Quai des Orfèvres                        | Henri-Georges Clouzot      | Louis Jouvet, Suzy Delair, Bernard Blier              | Film policier                  |                         |
| Quartier chinois                         | René Sti                   | Michèle Alfa, Alfred Adam Sessue Hayakawa             | Drame                          |                         |
| Rendez-vous à Paris                      | Gilles Grangier            | Annie Ducaux, Claude Dauphin, Marguerite Moreno       | Comédie dramatique             |                         |
| Les Requins de Gibraltar                 | Émile-Edwin Reinert        | Annie Ducaux, Louis Salou, Yves Vincent               | Espionnage                     |                         |
| Rêves d'amour                            | Christian Stengel          | Pierre Richard-Willm, Mila Parély, Annie Ducaux       | Drame                          |                         |
| La Rose et le Réséda                     | André Michel               | Jean-Louis Barrault (voix)                            | Documentaire                   | 8 min                   |
| Rouletabille joue et gagne               | Christian Chamborant       | Jean Piat, Suzanne Dehelly, Marie Déa                 | Policier                       |                         |
| Rumeurs                                  | Jacques Daroy              | Jacques Dumesnil, Jany Holt, Henri Arius              | Drame                          |                         |
| Le Secret du Florida                     | Jacques Houssin            | Albert Préjean, Henri Guisol, Lysiane Rey             | Policier                       |                         |
| La Septième Porte                        | André Zwobada              | Georges Marchal, María Casares, Liane Daydé           | Film dramatique, Film musical  |                         |
| Le Silence de la mer                     | Jean-Pierre Melville       | Howard Vernon, Nicole Stephane, Jean-Marie Robain     | Drame psychologique Guerre     |                         |
| Le silence est d'or                      | René Clair                 | François Périer, Marcelle Derrien, Maurice Chevalier  | Comédie dramatique             |                         |
| Six heures à perdre                      | Alex Joffé et Jean Levitte | André Luguet, Dany Robin, Denise Grey                 | Comédie dramatique             |                         |
| La Taverne du poisson couronné           | René Chanas                | Michel Simon, Blanchette Brunoy, Jules Berry          | Drame                          |                         |
| La Télévision, œil de demain             | Raymond-Millet             | Louis Arbessier, Edmond Ardisson Julien Bertheau      | documentaire                   | 24 min                  |
| Tierce à cœur                            | Jacques de Casembroot      | Georges Grey, Henri Guisol, Sophie Desmarets          | Comédie                        |                         |
| Torrents                                 | Serge de Poligny           | Georges Marchal, Renée Faure, Alexandre Rignault      | Drame                          |                         |
| Les Trafiquants de la mer                | Willy Rozier               | Pierre Renoir, Elina Labourdette, Jacques Dumesnil    | Aventure                       |                         |
| Les Trois Cousines                       | J. Daniel-Norman           | Andrex, Rellys, Lysiane Rey                           | Comédie                        |                         |
| Un flic                                  | Maurice de Canonge         | Lucien Coëdel, Suzy Carrier, Raymond Pellegrin        | Policier                       |                         |
| Une nuit à Tabarin                       | Karel Lamač                | Robert Dhéry, Jean Parédès, Jacqueline Gauthier       | Comédie                        |                         |
| Van Gogh                                 | Alain Resnais              | Claude Dauphin (voix)                                 | Documentaire                   | 18 min                  |
| Vertiges                                 | Richard Pottier            | Raymond Rouleau, Jean Debucourt, Micheline Francey    | Drame                          |                         |
| Le Village de la colère                  | Raoul André                | Louise Carletti, Paul Cambo Jean Parédès              | drame                          |                         |
| Le Village perdu                         | Christian Stengel          | Gaby Morlay, Alfred Adam, Line Noro                   | Drame                          |                         |
| Vingt-quatre heures de la vie d'un clown | Jean-Pierre Melville       | clowns Béby et Maïss                                  | Documentaire                   | 22 min                  |
| Visite à César Domela                    | Alain Resnais              | -                                                     | Documentaire                   |                         |
| Visite à Félix Labisse                   | Alain Resnais              | -                                                     | Documentaire                   |                         |
| Visite à Hans Hartung                    | Alain Resnais              | -                                                     | Documentaire                   |                         |
| Visite à Lucien Coutaud                  | Alain Resnais              | -                                                     | Documentaire                   |                         |
| Visite à Oscar Dominguez                 | Alain Resnais              | -                                                     | Documentaire                   |                         |
| Voyage Surprise                          | Pierre Prévert             | Martine Carol, Maurice Baquet, Jean Sinoël            | Comédie                        |                         |
| Voyantes et Médiums                      | Louis Valray               | Geneviève Maury                                       | Comédie                        |                         |